# Merops superciliosus
 Тази статия е за Зеления пчелояд от вида Merops superciliosus.  За другия вид наричан Зелен пчелояд вижте Merops persicus.  
Зеленият пчелояд (Merops superciliosus) е птица от семейство Пчелоядови. Среща се и в България. Сроден вид на разпространения в България Обикновен пчелояд.